# Михайло Галандюк
Михайло Галандюк (1904, с. Гаї Старобрідські, Бродський повіт, Королівство Галичини та Володимирії, Австро-Угорщина — 1997, м. Торонто, Онтаріо, Канада) — канадець українського походження, меценат, благодійник.

## Коротка біографія
Михайло Галандюк, народився 1904 року у селі Гаї Старобрідські на Брідщині (нині село Гаї, Золочівського району, Львівської області). 1917 року емігрував до Канади. Був активним учасником діаспорного громадського та культурного життя в Торонто, відвідував українську церкву. Мав химерну розвагу у вільний від роботи час: грав у лотерею та лото. Одного разу виграв сім мільйонів доларів. Згодом новоприбулі емігранти з СРСР викрали хворого Михайла Галандюка з лікарні. Канадська поліція знайшла викраденого Галандюка завдяки камері, яка зафіксувала як в українській кредитній спілці приконвойований зловмисниками Михайло вибирав готівкою гроші. Зловмисників викрили, а заповіт Михайла Галандюка, який він згодом склав, вразив масштабом княжої щедрості добродійника.

## Заповіт Галандюка
Згідно з волею Михайла Галандюка, всі кошти, які лишалися по ньому, мали бути розподілені так:
- Канадському фондові «Діти Чорнобиля» на проєкт «Надія» — 1 млн 100 тисяч канадських доларів;
- Спілці української молоді Канади й оселі СУМ «Веселка» — 935 тисяч;
- Дому опіки при парафії святого Димитрія в Торонто — 275 тисяч;
- Патріаршому собору в Києві — 275 тисяч;
- Золотоверхому Михайлівському соборові в столиці України — 275 тисяч;
- Дослідному інститутові «Україніка» — 275 тисяч;
- шпиталям у Львові — 275 тисяч;
- на видання книг для шкільної молоді України — 275 тисяч;
- для катедри українських студій в Едмонтоні (університет Альберти) — 275 тисяч;
- церкві Покрови Пресвятої Богородиці у селі Гаї Золочівського району, Львівської області — 275 тисяч;
- для церкви святої Покрови в Торонто — 165 тисяч;
- на видання книг про Симона Петлюру — 120 тисяч;
- на тижневик «Гомін України» — 80 тисяч доларів.

## Історія виконання заповіту
Адміністраторами заповіту Михайла Ґаландюка стали торонтський адвокат Ярослав Ботюк та головна управителька кредитової спілки «Будучність» Оксана Процюк-Чиж. Завдяки їхній роботі заповіт, загалом, було успішно виконано, якщо не рахувати пункту, що стосувався Михайлівського Золотоверхого собору. За дорученням святійшого патріарха Філарета виконанням заповіту Михайла Галандюка щодо Михайлівського золотоверхого собору клопотався виконавчий директор Ліги українських меценатів Михайло Слабошпицький. Він так прокоментував усю цю історію: 
|  | Сім років тривало виконання заповіту. Справа виглядає зовсім простою для поверхового погляду, але в ній були об'єктивні й суб'єктивні чинники, які її ускладнювали, були й своєрідні підводні течії. Але врешті після рішення суду все завершено. Маємо нагоду скласти подяку адвокатові Євгену Залуцькому та виконавцям заповіту. Саме завдяки їхній добрій волі та енергійним зусиллям і розв'язалася благополучно ця справа. Вони, безперечно, заслуговують добрих подячних слів. |

Євген Залуцький щодо своєї участі у судовому процесі висловлюється наступним чином:
|  | Судової справи щодо заповіту Галандюка взагалі не повинно було бути, але, на жаль, той заповіт покійного було складено так, що не було зрозуміло, кому він залишає ті кошти. За паперами, він залишив усі ті гроші на відбудову Михайлівського собору, але це було записано так, ніби мав бути певний комітет, який би тим займався. Коли ж помер Галандюк, то було незрозуміло, кому треба передати ті гроші. Так що виконавці того спадку довгий час мали проблему і не могли самі її вирішити. Якби вони вирішили неправильно і віддали гроші не тій особі, то мали б зі своєї кишені їх потім повернути. До мене звернулися від імені Київського патріархату, аби я представляв його інтереси. І я пішов до суду разом з адвокатом, що заступав виконавців. Згідно з англійським правом ми тлумачили, інтерпретували той заповіт Галандюка і з'ясували, що покійний хотів залишити свої гроші на відбудову Михайлівського собору, а отже, оскільки Михайлівський собор належить до Київського Патріархату, то й кошти мають піти до нього. Ясна річ, що я погодився з тим, і екзекутори також погодилися, бо хотіли, аби усе було зроблено згідно з законом. Тож відповідно до судового рішення гроші по тому були виплачені Патріархатові. |